# Jaime Morey
Jaime García Morey, más conocido como Jaime Morey (Alicante, 16 de junio de 1942 - Madrid, 7 de julio de 2015) fue un cantante y productor musical español, representante de España en el Festival de Eurovisión 1972.

## Biografía
Jaime Morey nació el 16 de junio de 1942 en Alicante, en el seno de una familia acomodada. Su padre Juan García Herranz era director de la Fábrica de Tabacos de Alicante, mientras que su madre Francisca Morey Solbes era profesora de piano. Por influencia materna, Jaime mostró interés por la música y estudió canto y solfeo, al tiempo que completó la educación superior en la Escuela de Comercio de Alicante.
A finales de la década de 1960 comenzó a participar en varios concursos radiofónicos, entre ellos el «Tic-Tac» de Radio Alicante y el «En pos de la fama» de Radio Valencia, pero durante un tiempo deja el mundo de la música por la muerte de sus padres. No obstante, retomó su carrera y en 1964 se presentó al Festival de Benidorm con la canción El barco, la mar y el viento, con la que consiguió el segundo puesto. Gracias a ese éxito comenzó a aparecer en programas radiofónicos y televisivos. En ese tiempo se especializó como cantante melódico, con temas como Rosíta, Las lágrimas de un día, Acompáñame (a dúo con Rocío Dúrcal), Negra paloma y Por las mañanas, premio del público en el Festival de Benidorm de 1967. El mayor éxito de su carrera fue Negra paloma (1968).
En 1970 Jaime Morey firmó un contrato con Televisión Española para participar en el concurso «Pasaporte a Dublin», del que saldría el artista español en el Festival de Eurovisión 1971 y en el que compitió contra cantantes como Nino Bravo, Rocío Jurado, Junior y Karina, la ganadora. Al año siguiente, Morey fue elegido de forma interna para representar a España el Festival de la Canción de Eurovisión 1972 con la canción Amanece, compuesta por Augusto Algueró, que finaliza en décima posición. Una semana después contrajo matrimonio con María Mollejo, con la que ha tenido dos hijas, Laura y Sandra Morey, esta última presentadora de televisión.
Después de su paso por Eurovisión, Morey fue uno de los primeros artistas españoles en ofrecer recitales en Europa del Este. A finales de la década de 1970 estableció su residencia en México y actuó en varias telenovelas, al tiempo que mostró su apoyo durante la Transición Española al partido conservador Alianza Popular, llegando a interpretar su himno por petición de Manuel Fraga. Tras regresar a España en 1982, participó en la película Juana la loca... de vez en cuando (1983), protagonizada por Lola Flores y José Luis López Vázquez.
En 1987 se retiró de los escenarios para dedicarse a la producción de espectáculos, promoción de conciertos y representación de artistas como María Dolores Pradera, Bertín Osborne y Los del Río. En 1995 fue contratado por Antena 3 como Director de Contratación Artística. Desde 1996 hasta 2001 fue asesor de presidencia de Eduardo Zaplana en la Generalidad Valenciana.
Morey se vio envuelto en el caso Gescartera, un escándalo financiero ocurrido en 2001 del que más tarde se demostró su inocencia. El cantante aceptó ser nombrado director general de la sociedad de valores porque su propietario, Antonio Camacho, era a su vez el novio de su hija Laura. Sin embargo, la sociedad tuvo que ser intervenida por la Comisión Nacional del Mercado de Valores por la desaparición de más de 20.000 millones de pesetas. El caso alcanzó trascendencia política por su papel como asesor de Zaplana, por lo que tuvo que comparecer en comisión parlamentaria para aclarar que solo mantenía una relación de imagen y desconocía las actividades de Camacho. Tanto Jaime como su hija fueron absueltos de todos los cargos por la Audiencia Nacional en 2008.
Jaime Morey falleció el 7 de julio de 2015 en Madrid a los 73 años, víctima de un cáncer.

## Discografía

### EP
- 1963: "Mis deudas", Philips
- 1963: "55 días en Pekín", Philips
- 1964: "La Mamma", Philips
- 1964: "El barco, la mar y el viento", Philips
- 1964: "Terminemos de una vez", Philips
- 1965: "Las lágrimas de un día", Philips
- 1965: "Te debo", Philips
- 1965: "Una Marioneta"
- 1965: "Acompañame", Philips
- 1966: "Dios mio como te amo", Philips
- 1966: "El carnaval se fue", Philips
- 1967: "Guapa", Philips
- 1968: "Paseando bajo el sol", Philips

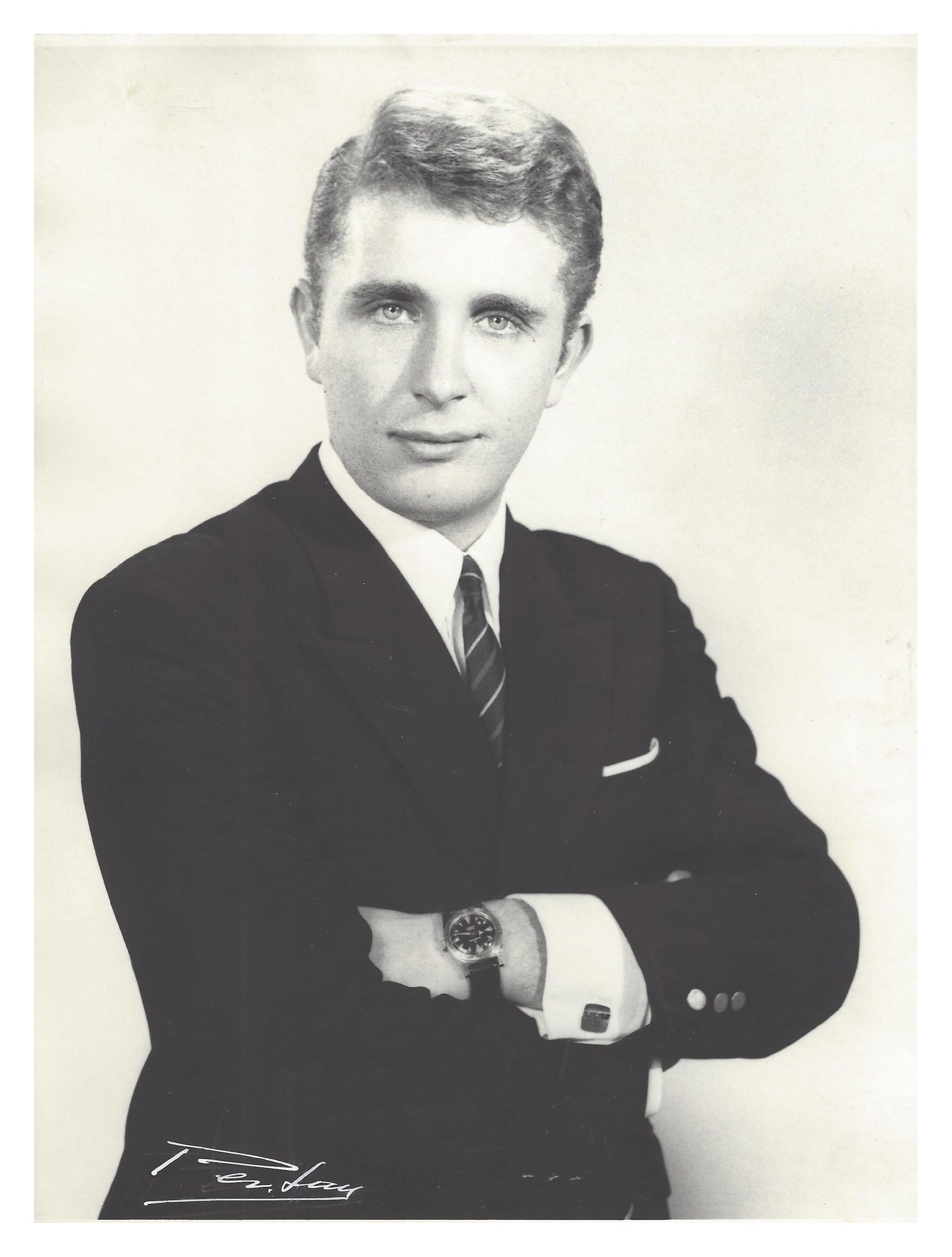
Jaime Morey en 1965.

- 1972: "Amanece", Universal

### Álbumes de estudio
- 1972: Lo mejor de Jaime Morey
- 1972: La barca
- 1973: Los éxitos de Jaime Morey
- 1974: Recuerdos...
- 1978: Acércate más
- 1979: Tu amante quiero ser
- 1980: Tu amor le va a mi piel
- 1981: Soñarte
- 1983: Manuel Alejandro: La Zarzuela
- 1985: Seguro estoy que no
- 2004: Jaime Morey: Grandes éxitos de 1964-1968
- 2005: El último romántico: canta a Italia[12]